# 肖斯塔科维奇第7号交响曲在列宁格勒的首演

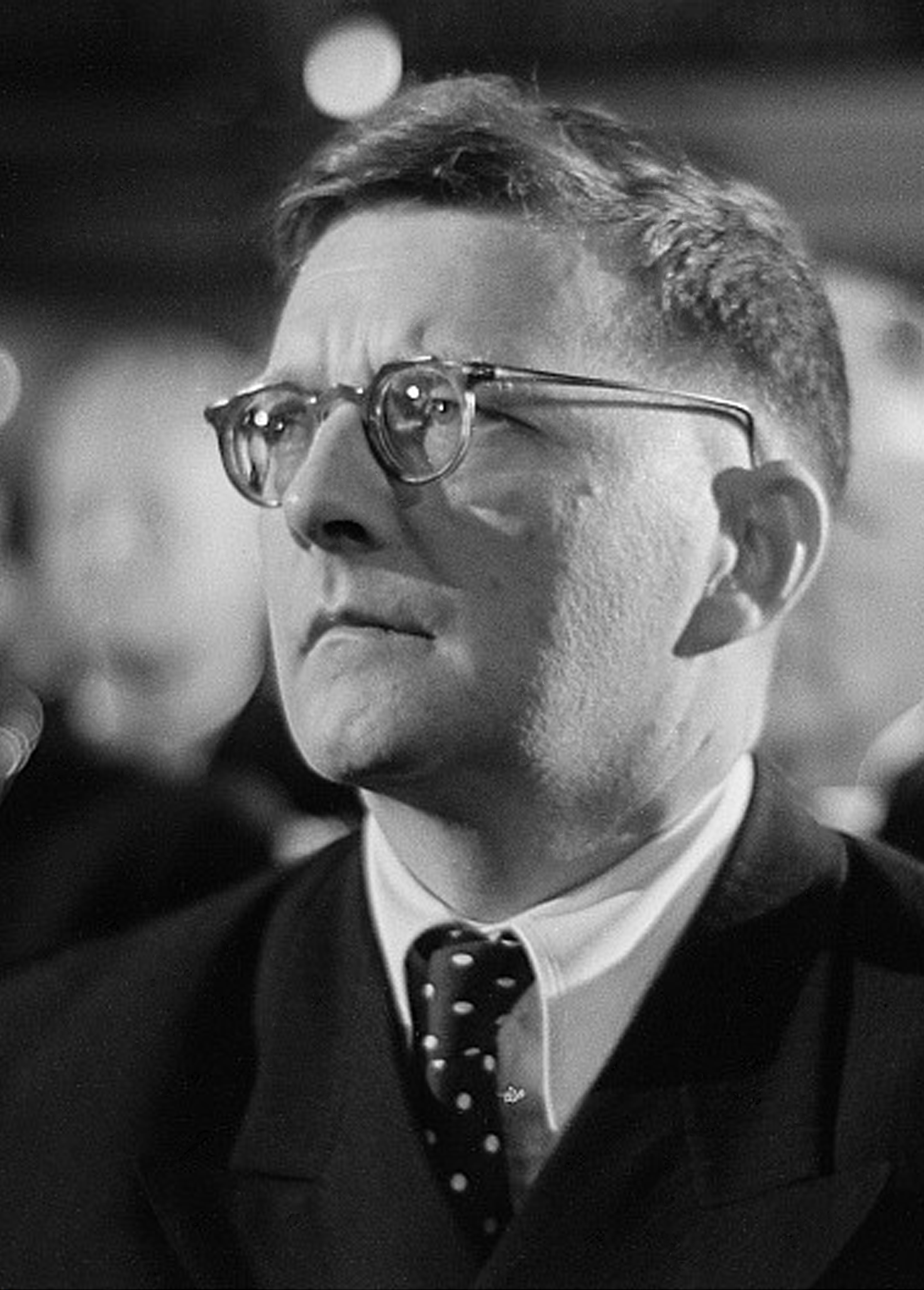
1950年的德米特里·肖斯塔科维奇

肖斯塔科维奇第7号交响曲在列宁格勒的首演于第二次世界大战期间的1942年8月9日举办，当时列宁格勒城（今称圣彼得堡）正陷于纳粹德军包围之下。
苏联作曲家德米特里·肖斯塔科维奇本预计由列宁格勒爱乐乐团首演其第7号交响曲，然而因围城之故，乐团和作曲家本人都被撤出城中，1942年3月5日交响曲经莫斯科大剧院交响乐团的演出而在古比雪夫首次面世。本曲在列宁格勒的首演由列宁格勒广播乐团当时尚存世的乐手作出，辅以军中乐手。多数乐手饱受饥饿之苦，由是排练遇到困难：排练期间常有乐手不支倒下，其中三人去世。在正式首演之前，乐团仅仅抓住条件将全曲从头至尾过了一遍。
乐手处境虽然不堪，首演则获得巨大成功，激起了长达一个小时的高声喝采。音乐会得到苏联北方面军发动攻势配合，其代号为「暴风」（俄语：Шквал），意在于演出期间令德军噤声。同时苏方用扬声器将演出广播至德方战线，以为心理战。因其在心理及政治上的影响，乐评人认为此次列宁格勒首演是战争中最为重要的艺术演出之一。首演指挥总结道：「那一刻，我们战胜了纳粹没有灵魂的战争机器。」为纪念此举，在1964年和1992年两次举办了由战后幸存乐手主奏的重聚音乐会。

## 背景

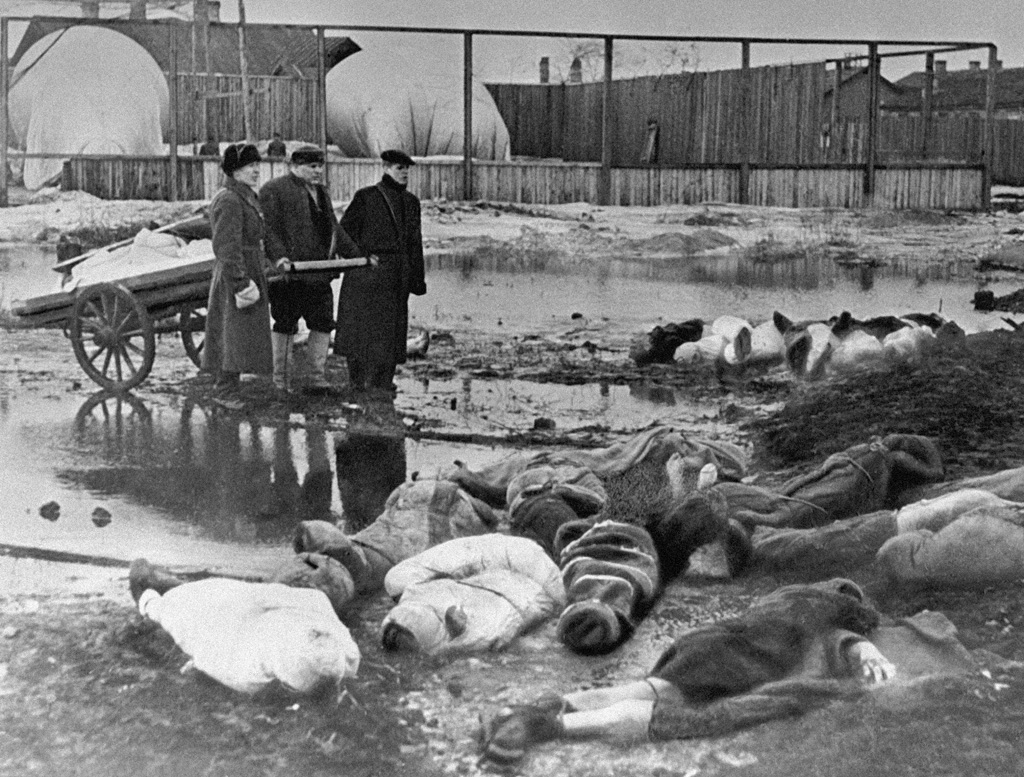
围城战使得大量人员因冻饿而伤亡

1941年12月27日，时年35岁的德米特里·肖斯塔科维奇完成了其第7号交响曲，题献给故乡列宁格勒。当时列宁格勒已陷于纳粹德军重围十六周，这场包围一共持续872天，日后城中战前人口将为此折损三分之一。
肖氏本希望列宁格勒爱乐乐团为其交响曲作首演，但乐团当时已经因应政府主导的文化大转移而疏散到新西伯利亚。此曲的全球首演转而于1942年3月5日在古比雪夫举行，由萨穆伊尔·萨莫苏德指挥下的莫斯科大剧院交响乐团演出。在莫斯科的第一次演出则由莫斯科大剧院和全联盟广播交响乐团的人员混合演奏，于是月29日在联盟宫圆柱厅举行。
交响曲的微缩胶片乐谱于4月空运往德黑兰以便向西方发表。6月22日，西欧社会在广播中首次得闻此曲，所广播的演出由亨利·伍德及伦敦爱乐乐团呈现。29日，此曲又在伦敦皇家阿尔伯特音乐厅的逍遥音乐会上首次以演奏会的形式与西欧听众见面。北美的首演于1942年7月19日从纽约市广播发出，由阿图罗·托斯卡尼尼执棒的NBC交响乐团演奏。

## 准备工作
卡尔·埃利阿斯别尔格执棒的列宁格勒广播乐团为该市爱乐乐团撤出后城中仅剩的交响乐团。乐团的末次演出在1941年12月14日，而广播在次年1月1日亦告结束。按计划其下一次排练的日志记录中记载道：「排练没有弄了。斯拉比安死了。佩特罗夫病了。博里舍夫死了。乐团不转了。」
1942年4月2日，列宁格勒文艺部门的鲍里斯·扎戈尔斯基（Борис Загорский）与雅沙·巴布什金对外公布了交响曲演出的准备工作。保卫战中留守城内的政治人物安德烈·日丹诺夫很快结束了音乐广播的中断局面，以便排练，并提振城中士气。演奏此部交响曲「成为了事关市民乃至军事上荣誉的问题」。据一名乐团成员所述，「列宁格勒的官方希望给予人民一些感情激励，这样他们能感觉受到关怀。」由于具有宣传潜力，此举被当作重要的政治举措。
列宁格勒广播乐团原有成员四十人，当时尚住城中的仅余十四人或十五人；其他成员或饥饿至死，或离城抗敌。然而肖氏的交响曲要求的乐团规模比一般更大，需百人演奏，也意味着余下的成员远不能满足之。埃利阿斯别尔格当时正因「营养失调」而接受治疗，然而其人一户户地搜寻因饥饿或虚弱而未回应乐团重组之事的乐手。「我的上帝啊，他们中间许多人是多么瘦呀，」一名组织者如此回忆，「我们开始从昏暗的公寓房里找出他们的时候，那些人是怎样地振作了起来。当他们带来自己的演奏会服装、自己的小提琴、大提琴和长笛，当排练在录音室冰冷的天篷底下开始，我们感动得热泪盈眶。」交响曲指挥谱共252页，一架运输补给的飞机装载之，将其从古比雪夫送进列宁格勒。
1942年3月的首次排练本预期持续三小时，但十五分钟后即不得不停止，以在场三十名乐手过于虚弱而无法演奏乐器之故。乐手在排练过程中时常不支倒下，演奏铜管乐器的乐手于此尤甚。埃利阿斯别尔格本人也不得已而乘雪橇参加排练，后来共产党官员将其转移到临近的公寓中并发给自行车以资交通。其人在指挥工作中感到的第一印象大抵如同一只「受伤的鸟儿，它的翅膀任何时候都可能垂落」。巴布什金的报道中提到「第一小提琴濒临死亡，鼓手在去工作的路上死去，圆号手到了死的门口……」乐团的乐手得到民间音乐爱好者捐赠的额外给养以同饥饿相抗，取暖则用热砖辐射热力；尽管如此，仍有三名演奏者于排练期间去世。海报贴遍全城，请求所有乐手到广播委员会报到加入乐团。在列宁格勒前线的苏军指挥官列昂尼德·戈沃罗夫支持之下，在前线或者苏军军乐队的乐手也退下而参加乐团。
临时组建的乐团所排练者除肖氏的第7号交响曲外，还有贝多芬、柴可夫斯基及里姆斯基-科萨科夫的传统交响曲作品。4月5日，城中上演了柴可夫斯基作品选段的音乐会。一些乐手抗议演出肖斯塔科维奇所作交响曲的决定，不愿在「错综复杂而不甚平易」的作品上耗费所剩无几的精力。埃利阿斯别尔格以取消额外补给相威胁，压制了所有异议。排练期间埃氏因其严苛的行为而受到争议：凡错过排练、迟到或者演出不达预期效果的乐手其补给都遭取消，一名乐手因参加妻子葬礼而迟到，如此亦不得通融。虽若干资料显示有抄写员队伍受雇，依据其他资料说法则乐手按照要求不得不从谱上手抄其各自的部分。
排练在普希金剧院进行，一周六日，每日通常自上午十时排至下午一时。参演人员常为空袭警报所打断，还有乐手须受命承担防空及消防任务。为使人员能到场排练，演出者手中授有乐团身份卡，以便于检查站出示。军队交响乐团成员（亦有部分普通士兵）奉命调往排练以补充人手。6月时排演移师爱乐乐团音乐大厅，7月下旬排演时长增至每日五六小时。乐器状态堪忧，又几无修理师可用；一名双簧管手修理乐器时遇到修理师找一只猫的要求以为修理条件，其人饱尝饥苦，已经食用了数只猫。
交响乐团于首演之前仅仅将整首交响曲完整演出了一遍，时为8月6日的带妆彩排。

## 首演情况

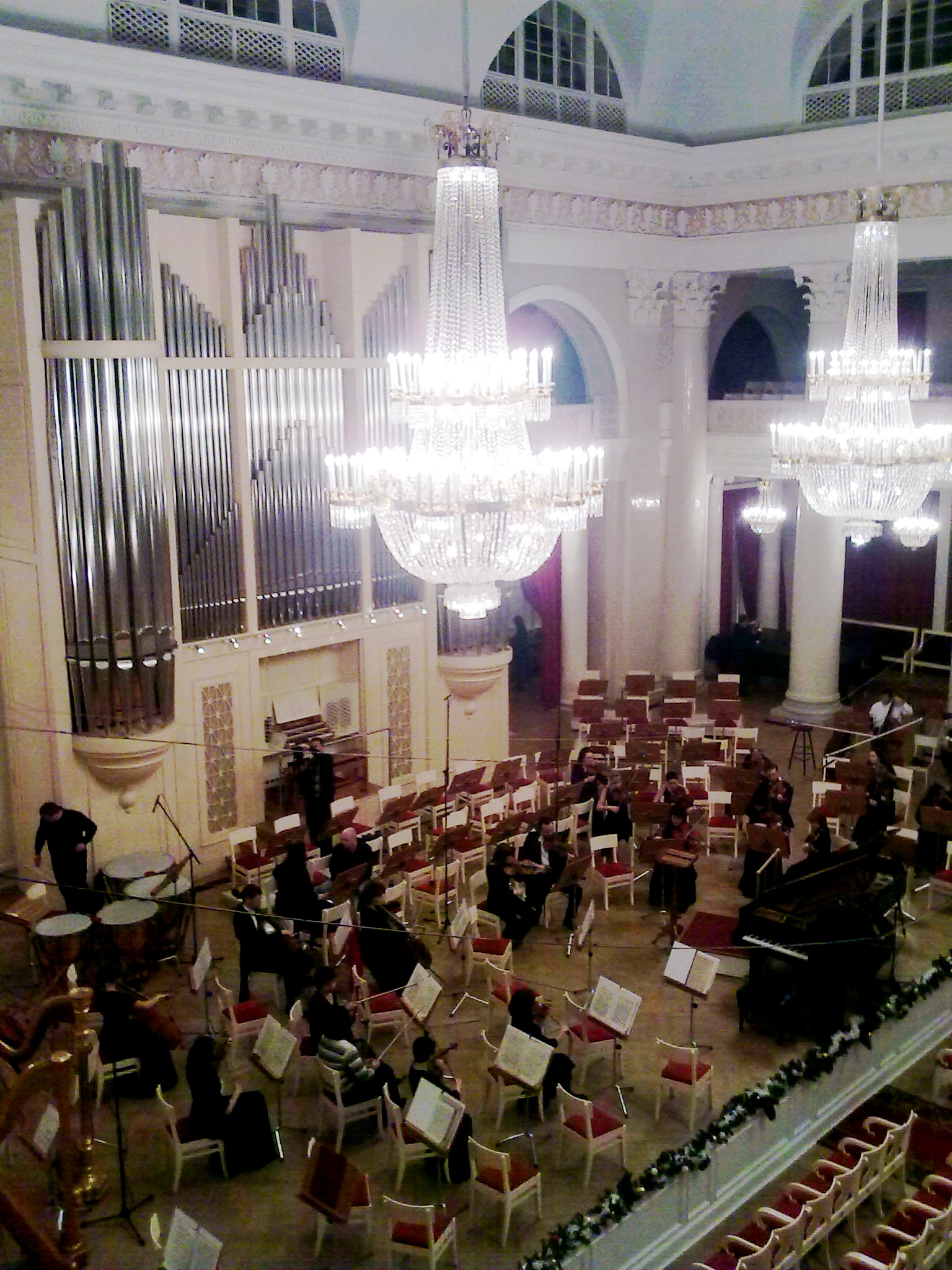
现代之爱乐乐团音乐大厅舞台，本文所述音乐会在此演出

1942年8月9日，首演音乐会于爱乐乐团音乐大厅举办。当天本为德国总理阿道夫·希特勒预先指定为庆祝攻陷城市大办宴席之日，预计设宴之地在列宁格勒阿斯托里亚酒店。演出开始之前，广播于下午六时向外播出埃利阿斯别尔格预先录制的致辞：
同志们——我们城市的文化史上一件伟大的事就要发生了。几分钟之后，你将会第一次听到我们杰出的同胞德米特里·肖斯塔科维奇的第七交响曲。当敌人正丧心病狂地想方设法要进入列宁格勒的时候，他在城里谱下了这部伟大的作品。那时法西斯猪猡正在用飞机大炮轰炸整个欧洲，欧洲也相信列宁格勒的日子到头了。但是这场演出是我们精神、勇气和战斗准备的证明。听啊，同志们！
中将戈沃罗夫发令开展特别行动，代号名为「暴风」，于音乐会开始前向德军火炮所在之处开火炮击，三千枚大口径炮弹向敌军倾泻而下。为准备此次进攻，苏方情报人员在数周前即已探清德军炮台及观察哨的位置。行动的目标在于防止德军将音乐厅作为目标，并确保足够安静，能通过中将命令安装的扬声器听到音乐。中将也鼓励苏军士兵通过广播收听音乐会。音乐学家安德烈·克鲁科夫日后赞扬戈沃罗夫的行为为音乐会提供了「激励」，并补充道中将允许士兵参与音乐会的选择是「相当杰出的决定」。后来戈沃罗夫向埃利阿斯别尔格提到「我们也在交响曲里面演奏了我们的乐器，你知道的」，意指此次炮火。而军方对此事的帮助直到战后良久才广为人知。
音乐会观者众多，其中包括苏共领导、军方人员以及平民，未能进入大厅的列宁格勒市民则群聚敞开的窗户及扩音器周围。舞台上的乐手「穿得像卷心菜」，包裹多层服装以防饥饿诱发的颤抖。音乐会开场前不久，舞台上方的电灯自从排练开始以来第一次亮起。大厅安静下来，埃利阿斯别尔格开始指挥。表演的艺术质量实则不堪，但是观众中扬起的感情以及交响曲的尾声使得首演名留青史。当一些乐手精疲力竭而「发颤」时，观众起立，「以一种非凡的、自发的姿态……驱使着他们坚持下去」。
首演获得了长达一个小时的高声喝采，埃利阿斯别尔格收到了一名小女孩送上的花束，由在列宁格勒培植的花朵制作。人们视音乐会为「苦难中的列宁格勒的音乐传记」，观众中许多人为其带来的情感冲击而流泪。乐手受邀与苏共官员共赴宴会，庆祝此举。
扩音器使音乐会响彻全城，也响入德军之中，作为心理战行动、「针对德国人士气的战术打击」。一名德军士兵回忆道其所在中队是如何「聆听英雄们的交响曲」的。多年后有演出时正扎营列宁格勒城外的德国人与埃利阿斯别尔格见面，德人告知埃氏，表示演出令他们相信自己不可能攻占此城：「我们在轰炸的是谁啊？我们永远也不可能拿得下列宁格勒，因为这里的人民是大公无私的。」

## 反响与后续
肖斯塔科维奇研究学者劳瑞尔·费伊（Laurel Fay）以此次音乐会为「一次传奇之事，这种传奇性质全由其自身带来」。记者迈克尔·图梅尔蒂（Michael Tumelty）则称其为「苏联政治与军事史上传奇的时刻」。批评家U·S·达加（U.S. Dhuga）认为此次演出「受到普遍的——当然也是官方的——认知，认为这是对德国实际上胜利的前奏曲」。列宁格勒之围于1943年初得以撕开缺口，于1944年解除。埃利阿斯别尔格的看法与达加相合，表示「整座城市找到了它的人性……那一刻，我们战胜了纳粹没有灵魂的战争机器。」音乐会的重要之处并未获得官方的承认：有乐手后日记录道「没有反馈，直到1945年之前什么都没有」。
肖斯塔科维奇的第7号交响曲于战争期间在西方有所风行，但自1945年后其在苏联以外即甚少上演。1980年代以来所罗门·伏尔科夫所作书籍《见证》中透露此曲所批判者非为纳粹而是苏联政府，其后此曲成为争议对象。伏尔科夫自称其记录基于同肖氏所作的采访，围绕其真实性至今争论不断。对此交响曲的其他论述点还包括此曲是由对列宁格勒的进攻启发其想法（苏联当局及官方记录即如此宣传）抑或是早有规划，为宣传目的而作了更动；以及此曲相较于肖氏的其他作品艺术价值几何等等。
首演使得埃利阿斯别尔格成为「城市的英雄」。音乐会后不久其即迎娶了当时负责钢琴演出的妮娜·布龙尼科娃（Нина Бронникова）。然而围城得解，爱乐乐团回到列宁格勒，埃氏随即失宠。爱乐乐团指挥叶夫根尼·穆拉文斯基妒忌埃氏所受广泛的赞誉，于1950年将其解雇。1978年埃利阿斯别尔格去世，死时是「贫穷的、相当程度上被遗忘的」四处漫游的指挥。不过于首演五十周年时埃氏的骨灰迁葬至声誉卓著的伏尔科沃墓园（也有说法指为亚历山大·涅夫斯基墓园），是为乐团档案员加琳娜·列特罗夫斯卡娅、指挥尤里·捷米尔卡诺夫及圣彼得堡市长阿纳托利·索布恰克发起活动的成果。新西兰作家萨拉·奎格利将埃利阿斯别尔格战时之生涯经历写成小说，载于其历史小说《指挥家》中。
1964年与1992年尚存于世的乐手参演重聚音乐会，「在同一座大厅的同一个座席上」演奏。肖斯塔科维奇于1964年1月27日出席第一次重聚音乐会，当时有二十二名乐手同埃利阿斯别尔格演奏交响曲，而其他座席上摆放乐器以代表自首演之后去世的参演人。1992年的重聚音乐会中则尚余十四名尚在世的乐手参演。1997年电影《战争交响曲：肖斯塔科维奇对抗斯大林》中对1942年的音乐会也作有纪念。圣彼得堡第235中学内建有一小博物馆以铭此事，其中有肖斯塔科维奇的雕像及演出留存的一些文物。

### 文内引注
1. ↑  . 1944-01-27  [2022-01-26]. （原始内容存档于2020-03-08） （英国英语）.
2. 1 2  . London Shostakovich Orchestra. 2002-05-18  [2012-12-13]. （原始内容存档于28 September 2013）.
3. ↑  Fay 1989，第131頁.
4. ↑  Robinson 1995，第69頁.
5. 1 2  Fay 1989，第132頁.
6. ↑  von Rein, John. . Chicago Tribune. 1993-10-31  [2012-12-14]. （原始内容存档于2014-03-19）.
7. ↑  Ford 2011，第103頁.
8. 1 2  Reid 2011，第360–361頁.
9. 1 2 3 4  Vulliamy, Ed. . The Guardian. 2001-11-25  [2012-12-13]. （原始内容存档于2021-05-18）.
10. 1 2 3 4 5 6 7 8 9 10 11 12 13 14 15 16 17 18  Vulliamy, Ed. . The Guardian. 2001-11-25  [2012-12-13]. （原始内容存档于2020-01-29）.
11. 1 2 3  Fay 1989，第133頁.
12. 1 2 3 4  Stolyarova, Galina. . The St. Petersburg Times. 2004-01-23, 937 (5). （原始内容存档于2013-04-17）.
13. 1 2  Volkov 1997，第440頁.
14. 1 2 3  Bathurst, Bella. . The Observer. 2012-07-15  [2012-12-18]. （原始内容存档于2018-12-19）.
15. 1 2 3 4  Tumelty, Michael. . The Herald. 2009-10-07: 16.
16. ↑  Sollertinsky 1980，第107頁.
17. 1 2 3  Salisbury 2003，第512頁.
18. 1 2  Sollertinsky 1980，第108頁.
19. ↑  Trudeau, Noah Andre. . The Quarterly Journal of Military History. Spring 2005, 17 (3): 24–31.
20. ↑  Lincoln 2009，第293頁.
21. 1 2 3  Viktorova, Natalia. . Voice of Russia. 2012-08-09  [2012-12-13]. （原始内容存档于2012-08-15）.
22. ↑  Axell 2002，第94頁.
23. 1 2 3 4  Robinson 1995，第70頁.
24. ↑  Jones 2008，第257頁.
25. ↑  Reid 2011，第361頁.
26. 1 2  Volkov 2004，第179–180頁.
27. ↑  Simmons & Perlina 2005，第148–149頁.
28. ↑  Simmons & Perlina 2005，第147頁.
29. 1 2  Jones 2008，第260頁.
30. ↑  Volkov 2004，第180頁.
31. ↑  Jones 2008，第265–266頁.
32. ↑  Jones 2008，第295頁.
33. 1 2  Colley, Rupert. . History in an Hour. 2011-08-09  [2012-12-13]. （原始内容存档于2017-08-09）.
34. 1 2  Robinson 1995，第71頁.
35. ↑  Ross 2008，第269頁.
36. ↑  Dimbleby 2010，"Siege of Leningrad".
37. ↑  Dhuga, U. S. . The Hudson Review. 2004, 57 (1): 125–132. JSTOR 4151391. doi:10.2307/4151391.
38. ↑  Jones 2008，第261頁.
39. 1 2  Fay, Laurel E.; Volkov, Solomon; Bouis, Antonina W.; Shostakovich, Dmitri. . Russian Review. 1980-10, 39 (4): 484  [2022-01-26]. JSTOR 128813. doi:10.2307/128813. （原始内容存档于2022-05-22）.
40. ↑  Fairclough, P. . Music and Letters. 2007-05-01, 88 (2): 266–296  [2022-01-26]. ISSN 0027-4224. doi:10.1093/ml/gcm002. （原始内容存档于2022-08-27） （英语）.
41. 1 2  Colley, Rupert. . History in an Hour. 2012-06-10  [2012-12-13]. （原始内容存档于2017-07-03）.
42. ↑  McCannon, John. . Journal for Multimedia History. 1999, 2  [2021-10-16]. （原始内容存档于2021-01-29）.
43. ↑  Jones 2008，第7頁.

### 书籍资料
- Axell, Albert. . Carroll & Graf. 2002. ISBN 978-0-7867-1011-9.
- Dimbleby, Jonathan. . Random House. 2010. ISBN 978-1-4090-7346-8.
- Fay, Laurel. . Oxford University Press. 1989. ISBN 0-19-513438-9.
- Ford, Andrew.  3rd. Black Inc. 2011. ISBN 978-1-86395-528-7.
- Jones, Michael. . Basic Books. 2008. ISBN 978-0-465-01153-7.
- Lincoln, Bruce. . Basic Books. 2009. ISBN 978-0-7867-3089-6.
- Reid, Anna. . Penguin Canada. 2011. ISBN 978-0-14-318574-1.
- Robinson, Harlow. . Stites, Richard  (编). . Indiana University Press. 1995: 62–76. ISBN 0-253-20949-8.
- Ross, Alex. . Picador. 2008. ISBN 978-0-312-42771-9.
- Salisbury, Harrison. . Da Capo Press. 2003. ISBN 978-0-7867-3024-7.
- Simmons, Cynthia; Perlina, Nina. . University of Pittsburgh Press. 2005. ISBN 978-0-8229-7274-7.
- Sollertinsky, Dmitri & Ludmilla. Hobbs, Graham; Midgley, Charles , 编. . Harcourt Brace Jovanovich. 1980. ISBN 0-15-170730-8.
- Volkov, Solomon. . Free Press Paperbacks. 1997. ISBN 978-0-684-83296-8.
- Volkov, Solomon. . Knopf. 2004. ISBN 0-375-41082-1.